# برج بانک فراست

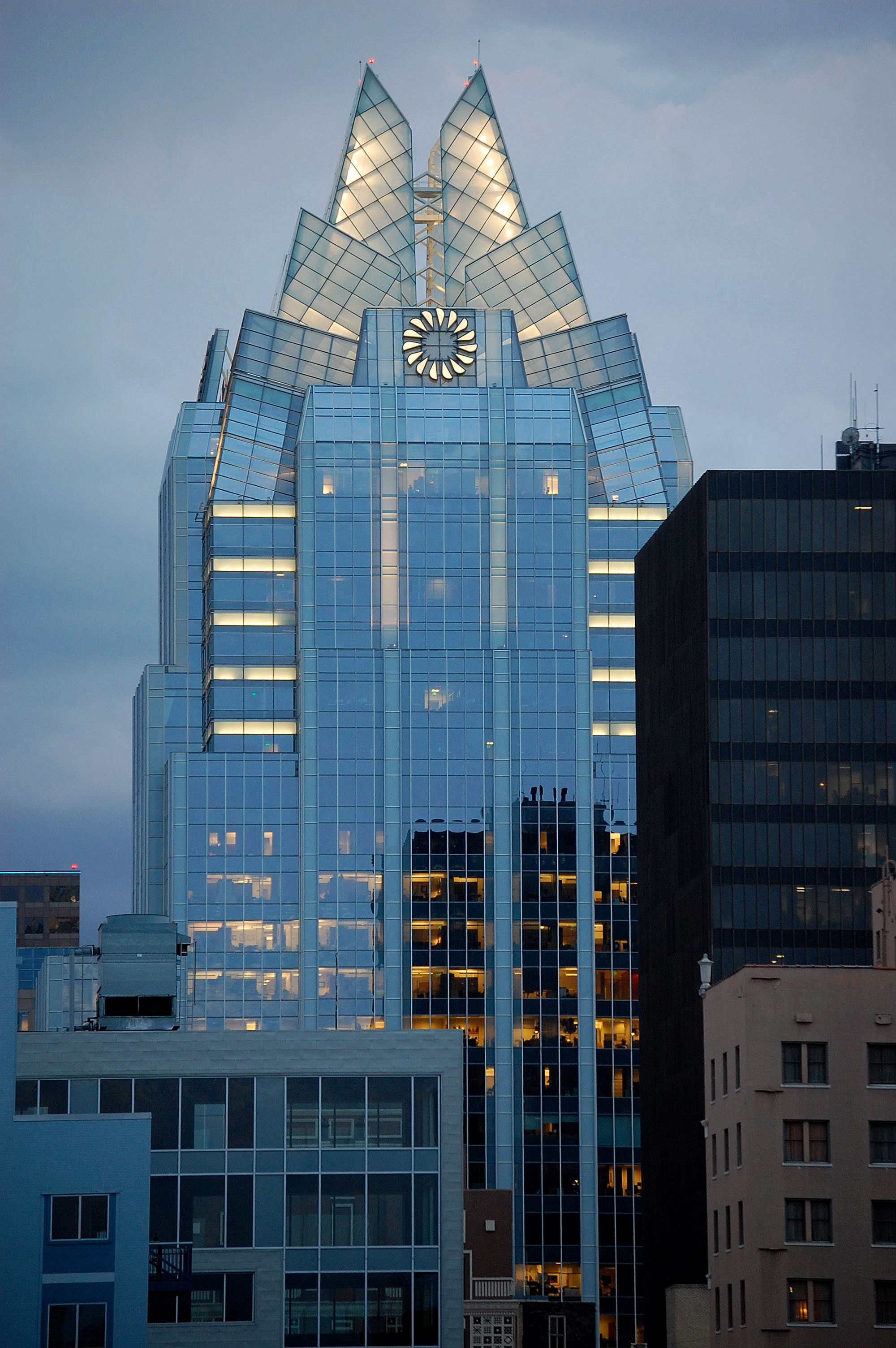

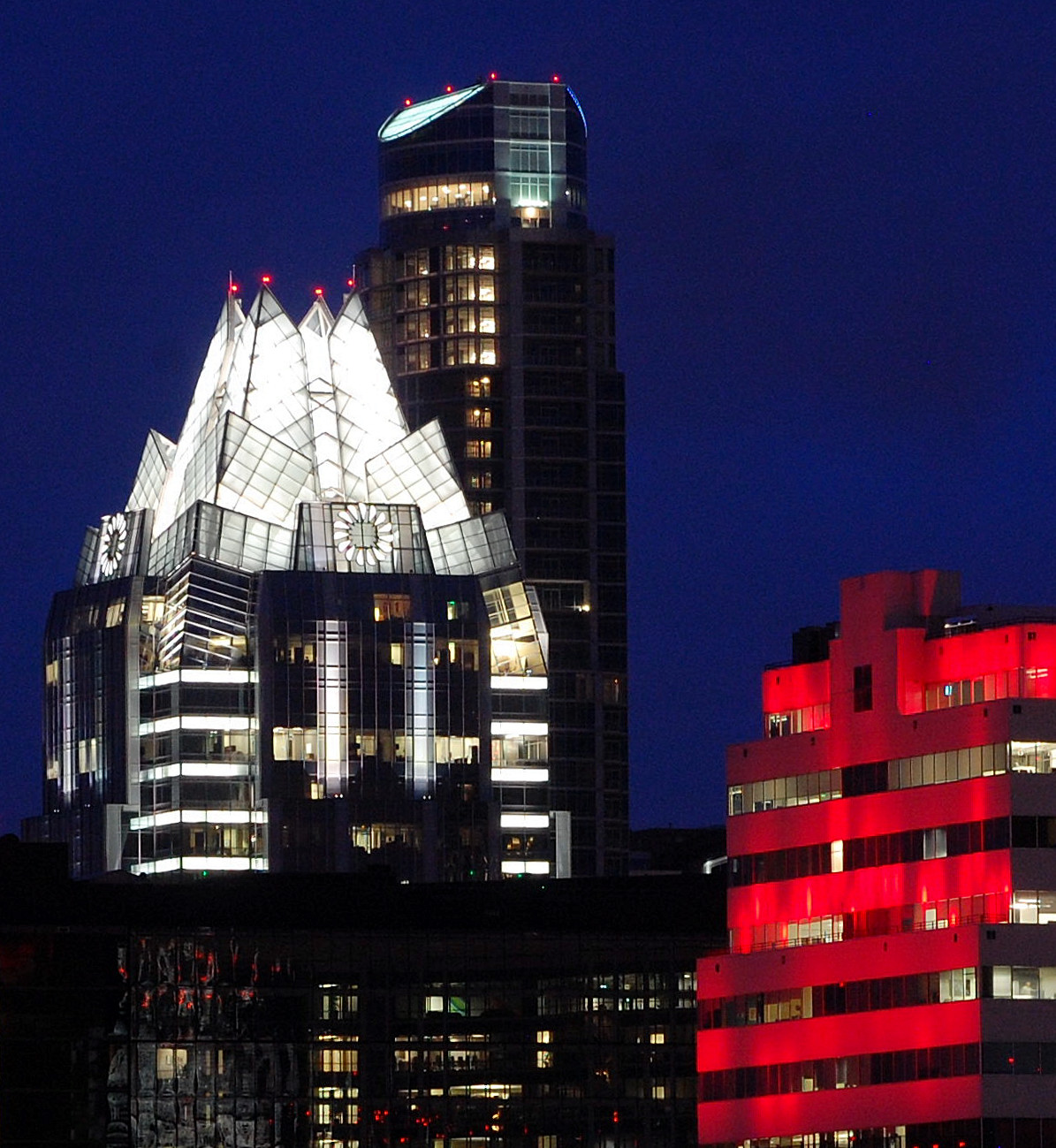

برج بانک فراست (به انگلیسی: Frost Bank Tower) از مرتفعترین برج ها و نماد شهر آستین در تگزاس است.
این برج در ۲۰۰۳ ساخته گردید، و ۱۵۷ متر ارتفاع دارد، که در سال ۲۰۱۰ سومین برج بلند آستین بود.
معمار این برج پست‌مدرنیستی، شرکت اچ‌ک‌اس اینک. است.
این ساختمان تجاری متعلق به بانک فراست است.

## نگارخانه

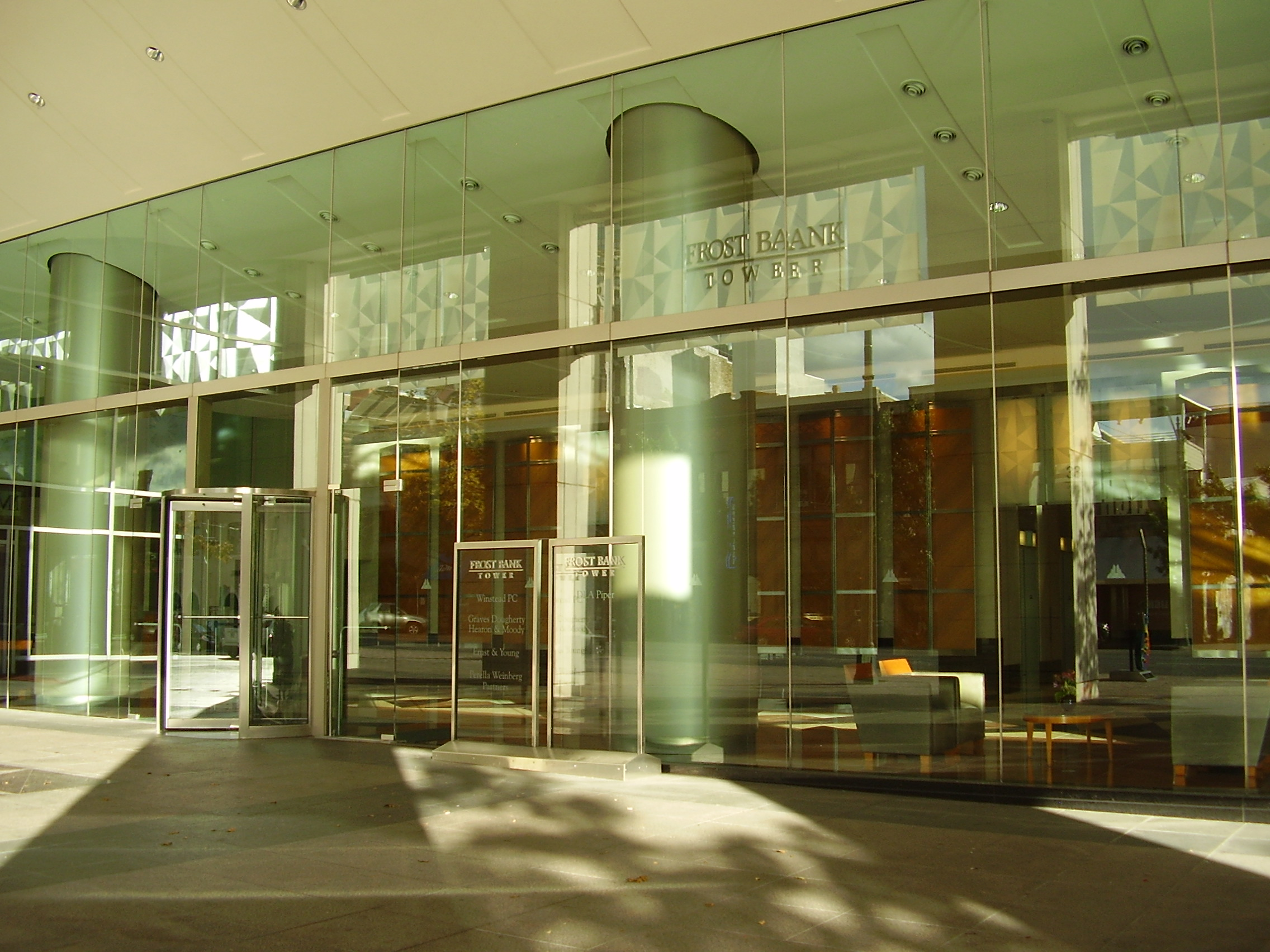
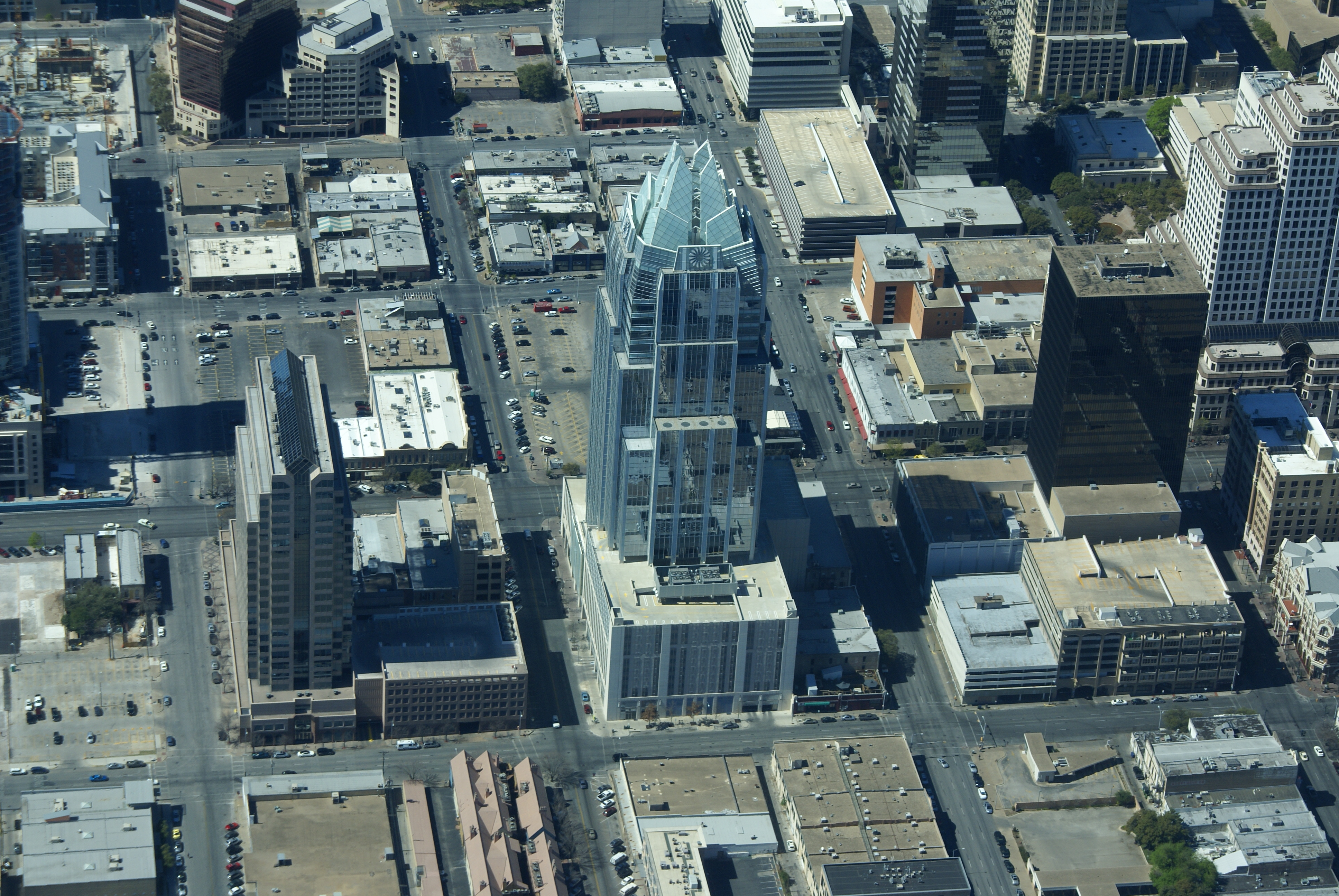
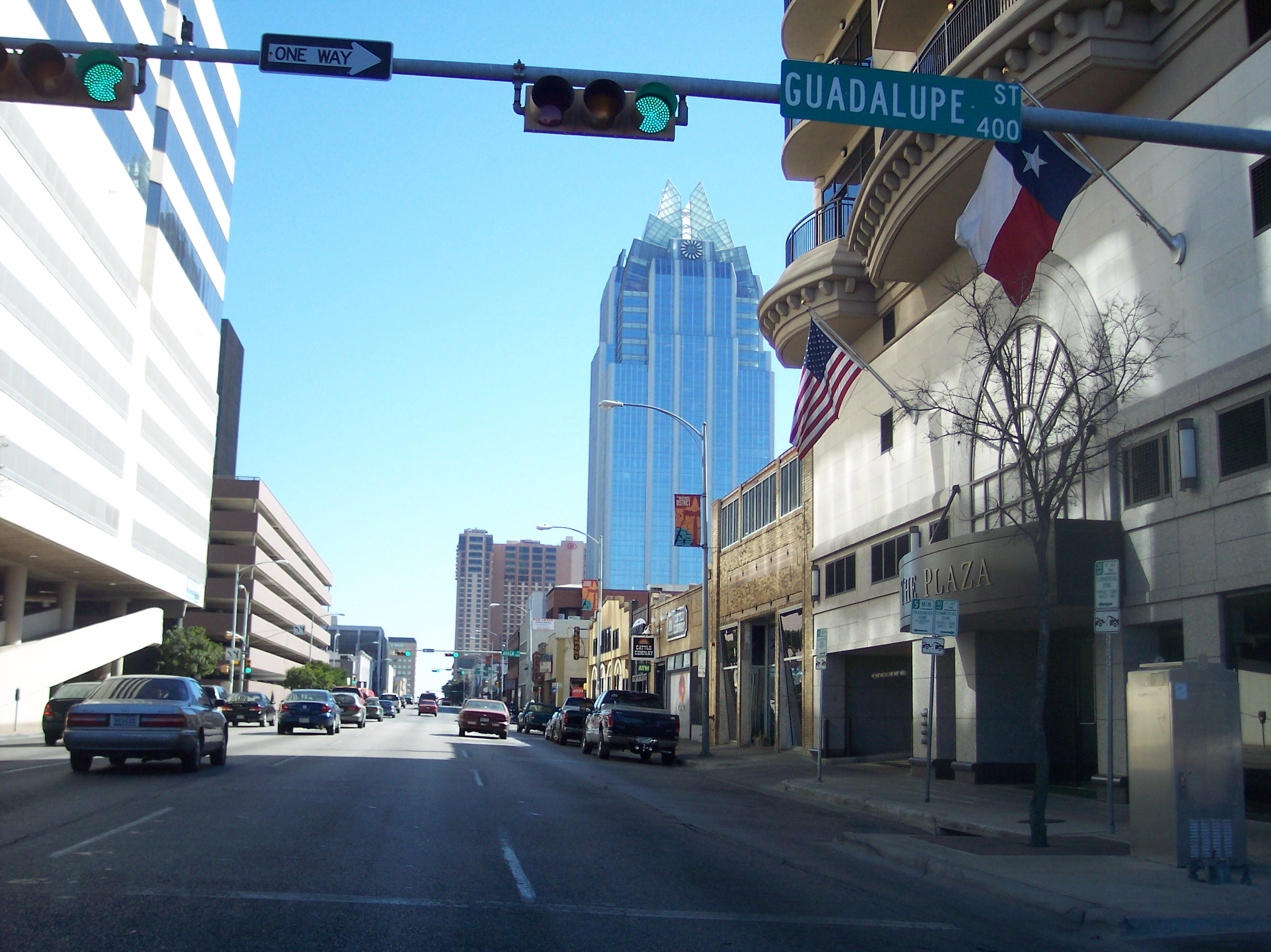
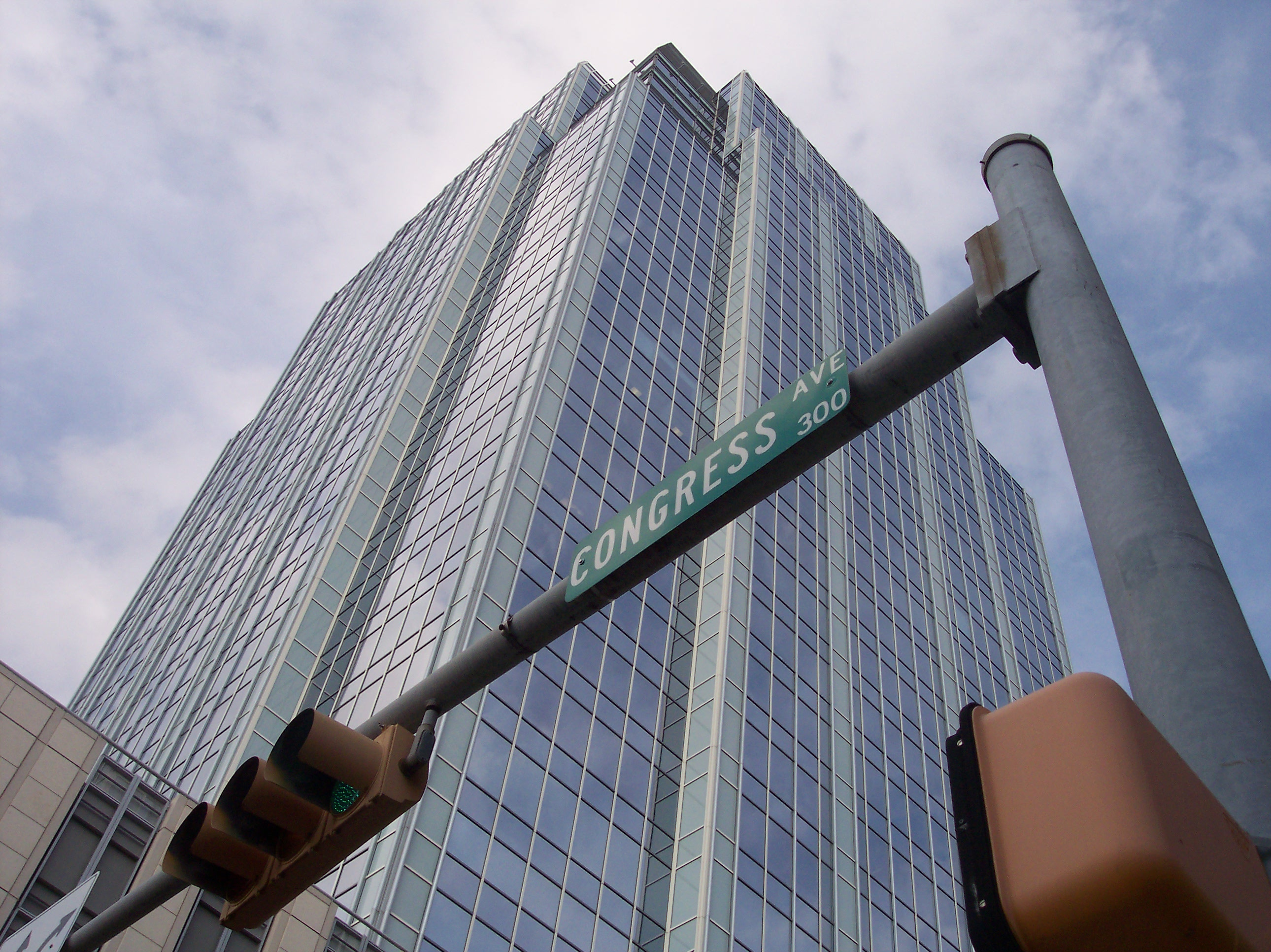